# Nesillas typica
Nesillas typica е вид птица от семейство Acrocephalidae.

## Разпространение
Видът е разпространен в Коморските острови и Мадагаскар.